# ワキチャアメリカムシクイ
ワキチャアメリカムシクイ（学名：Setophaga pensylvanica）とは、スズメ目アメリカムシクイ科に分類される鳥。

## 生息地
- 北米東部カナダ南部で繁殖する。
- 冬期は中央アメリカに渡る。